# Microsoft Lync

Logo programu

Microsoft Lync – komunikator oparty na Microsoft Lync Server lub dostępny w Microsoft 365. Jest zamiennikiem dla Windows Messenger, który był używany w programie Microsoft Exchange Server. Zarówno Microsoft Lync, jak i Microsoft Lync for Mac to oprogramowanie dla przedsiębiorstw, w przeciwieństwie do Windows Live Messenger; oba produkty mają inny zestaw funkcji, które są ukierunkowane w stronę środowisk korporacyjnych.

## Historia
Microsoft Lync 2010 był powszechnie dostępny od 25 stycznia 2011 roku. Poprzednią jego wersją było Office Communicator 2007 R2, wydana w dniu 19 marca 2009 roku, a nawet starsza wersja, „Office Communicator 2007” została wydana już 28 lipca 2007 r. W pełni funkcjonalny w wersji dla pulpitu wymaga Windows 7, Windows Vista lub Windows XP z Service Pack 2 lub nowszym.
Microsoft Lync 2010 został wydany na platformy Windows Phone, Android i iOS w grudniu 2011.

## Cechy
Podstawowe cechy programu Lync to:
- natychmiastowe wiadomości,
- komunikacja głosowa,
- wideokonferencje.

Zaawansowane funkcje odnoszą się do integracji z innym oprogramowaniem firmy Microsoft:
- dostępność kontaktów opartych na kontaktach programu Microsoft Outlook przechowywanych w Microsoft Exchange Server,
- użytkownicy mogą pobrać listę kontaktów z lokalnej usługi katalogowej, takiej jak Microsoft Exchange Server,
- Microsoft Office jest w stanie informować, czy inne osoby pracują na tym samym dokumencie,
- cała komunikacja między klientami działa dzięki Microsoft Lync Server. To sprawia, że jest ona bardziej bezpieczna, ponieważ wiadomości nie muszą wychodzić z firmowego intranetu, w przeciwieństwie do internetowego Windows Live Messenger. Serwer może być ustawiony na przekazywanie wiadomości do innych sieci, unikając instalacji dodatkowego oprogramowania po stronie klienta,
- wiele rodzajów klientów jest dostępnych dla programu Microsoft Lync, w tym klientów mobilnych,
- wykorzystuje SIP jako podstawa dla protokołu komunikacyjnego klienta,
- oferuje wsparcie dla TLS i SRTP do szyfrowania i bezpiecznego sygnalizacji i ruchu mediów,
- umożliwia udostępnianie plików.

Nową główną cechą tej wersji jest dodanie w czasie rzeczywistym możliwości współpracy wielu klientów, dzięki którym możliwa jest praca zespołowa nad jednym projektem. Lync implementuje te funkcje w następujący sposób:
- współpraca poprzez Whiteboard, gdzie uczestnicy mogą swobodnie dzielić się tekstami, czy plikami graficznymi,
- współpraca poprzez program PowerPoint, gdzie uczestnicy mogą kontrolować i zobaczyć prezentacje, a także pozwalają każdemu na dodawanie tekstu, rysunku i adnotacje graficzne,
- udostępnianie pulpitu, w celu umożliwienia pracy grupowej.

## Wersje mobilne
Oprócz wersji przeznaczonych na komputery osobiste istnieją również mobilne edycje komunikatora Microsoftu.
4 maja 2010 Microsoft opublikował Communicator Mobile for Nokia przeznaczony na platformy Symbian S60 3rd Edition, który został udostępniony dla telefonów Nokia E52 i Nokia E72 przez Nokia Ovi Store.
Ponadto istnieją wersje Microsoft Lync dla systemów Windows Phone oraz Android, a 21 grudnia 2011 opublikowana została wersja dla iPhonów i iPadów działająca na iOS 4.3 lub nowszym.

## Rozszerzenia
Lync wykorzystuje szereg rozszerzeń do protokołu SIP wiadomości błyskawicznych. Jak w przypadku większości platform komunikatorów, klientów wiadomości błyskawicznych innych firm, które nie wdrożyły tych publicznie dostępnych rozszerzeń może nie działać prawidłowo lub nie mogą nie mieć pełnej funkcjonalności. Lync obsługuje wiadomości błyskawiczne od innych popularnych komunikatorów internetowych takich jak AOL, Yahoo, MSN i wszelkich usług z wykorzystaniem protokołu XMPP.
Mimo że inne protokoły komunikatorów, takich jak Skype i Yahoo!, mają szersze poparcie wśród klientów zewnętrznych, protokoły te zostały w dużej mierze przerobione przez zewnętrznych deweloperów. Microsoft oferuje szczegółowe informacje o jej przedłużeniu na MSDN i zapewnia zestaw funkcji API, które pomogą programistom budować platformy mogące współpracować z Lync Server.